# Den 33. Razzie-Uddeling
Den 33. Razzie-Uddeling er en 33. uddeling af prisen Golden Raspberry Award, også kaldet "Razzie", der blev uddelt til de værste Hollowood-produktioner i filmåret 2012. Nomineringerne blev offentliggjort den 8. januar 2013 og prisvinderne offentliggjort den 23. februar 2013, dagen før offentliggørelsen af vinderne af årets Oscarvindere. De nominerede til prisen for Værste sequel eller genindspilning blev fundet ved en afstemning på Rotten Tomatoes.
Filmen The Twilight Saga: Breaking Dawn - Part 2 blev tildelt prisen "Værste film" og blev med 11 nomineringer og hele 7 priser den store "vinder" ved uddelingen. 

## Priser og nomineringer
| "Vinder"* |

| Kategori                                                   | Nominerede og vinder |
| ---------------------------------------------------------- | --- |
| Værste film                                                | The Twilight Saga: Breaking Dawn – Part 2 (Summit Entertainment)                                                                    |
| Værste film                                                | Battleship (Universal) |
| Værste film                                                | The Oogieloves in the Big Balloon Adventure (Lionsgate Films/Romar Entertainment/Kenn Viselman Presents)                            |
| Værste film                                                | That's My Boy (Columbia) |
| Værste film                                                | A Thousand Words (Paramount / DreamWorks)                                                                                           |
| Værste skuespiller                                         | Adam Sandler i That's My Boy som Donny Berger                                                                                       |
| Værste skuespiller                                         | Nicolas Cage i Ghost Rider: Spirit of Vengeance og Seeking Justice som Johnny Blaze/Ghost Rider og Will Gerard                      |
| Værste skuespiller                                         | Eddie Murphy i A Thousand Words som Jack McCall                                                                                     |
| Værste skuespiller                                         | Robert Pattinson i The Twilight Saga: Breaking Dawn – Part 2 som Edward Cullen                                                      |
| Værste skuespiller                                         | Tyler Perry i Alex Cross og Good Deeds som Alex Cross og Wesley Deeds                                                               |
| Værste skuespillerinde                                     | Kristen Stewart i Snow White and the Huntsman og The Twilight Saga: Breaking Dawn – Part 2 som Snehvide og Bella Swan               |
| Værste skuespillerinde                                     | Katherine Heigl i One for the Money som Stephanie Plum                                                                              |
| Værste skuespillerinde                                     | Milla Jovovich i Resident Evil: Retribution som Alice                                                                               |
| Værste skuespillerinde                                     | Tyler Perry i Madea's Witness Protection som Madea                                                                                  |
| Værste skuespillerinde                                     | Barbra Streisand i The Guilt Trip som Joyce Brewster                                                                                |
| Værste mandlige birolle                                    | Taylor Lautner i The Twilight Saga: Breaking Dawn – Part 2 som Jacob Black                                                          |
| Værste mandlige birolle                                    | David Hasselhoff i Piranha 3DD som sig selv                                                                                         |
| Værste mandlige birolle                                    | Liam Neeson i Battleship og Wrath of the Titans som Admiral Terrence Shane og Zeus                                                  |
| Værste mandlige birolle                                    | Nick Swardson i That's My Boy som Kenny                                                                                             |
| Værste mandlige birolle                                    | Vanilla Ice i That's My Boy som sig selv                                                                                            |
| Værste kvindelige birolle                                  | Rihanna i Battleship som Cora Raikes                                                                                                |
| Værste kvindelige birolle                                  | Jessica Biel i Playing for Keeps og Total Recall som Stacie Dryer og Melina                                                         |
| Værste kvindelige birolle                                  | Brooklyn Decker i Battleship og What to Expect When You're Expecting som Samantha Shane og Skyler Cooper                            |
| Værste kvindelige birolle                                  | Ashley Greene i The Twilight Saga: Breaking Dawn – Part 2 som Alice Cullen                                                          |
| Værste kvindelige birolle                                  | Jennifer Lopez i What to Expect When You're Expecting som Holly                                                                     |
| Værste filmpar                                             | Mackenzie Foy og Taylor Lautner i The Twilight Saga: Breaking Dawn – Part 2                                                         |
| Værste filmpar                                             | Ethvert af de medvirkende (i par) i Jersey Shore i The Three Stooges                                                                |
| Værste filmpar                                             | Robert Pattinson og Kristen Stewart i The Twilight Saga: Breaking Dawn – Part 2                                                     |
| Værste filmpar                                             | Tyler Perry og sin drag-partner i Madea's Witness Protection                                                                        |
| Værste filmpar                                             | Adam Sandler og enten Leighton Meester, Andy Samberg eller Susan Sarandon i That's My Boy                                           |
| Værste forløber, genindspilning, plagiat eller efterfølger | The Twilight Saga: Breaking Dawn – Part 2                                                                                           |
| Værste forløber, genindspilning, plagiat eller efterfølger | Ghost Rider: Spirit of Vengeance (Columbia)                                                                                         |
| Værste forløber, genindspilning, plagiat eller efterfølger | Madea's Witness Protection (Lionsgate)                                                                                              |
| Værste forløber, genindspilning, plagiat eller efterfølger | Piranha 3DD (Dimension) |
| Værste forløber, genindspilning, plagiat eller efterfølger | Red Dawn (FilmDistrict) |
| Værste instruktør                                          | Bill Condon for The Twilight Saga: Breaking Dawn – Part 2                                                                           |
| Værste instruktør                                          | Sean Anders for That's My Boy |
| Værste instruktør                                          | Peter Berg for Battleship |
| Værste instruktør                                          | Tyler Perry for Good Deeds og Madea's Witness Protection                                                                            |
| Værste instruktør                                          | John Putch for Atlas Shrugged: Part II                                                                                              |
| Værste manuskript                                          | That's My Boy (skrevet af David Caspe)                                                                                              |
| Værste manuskript                                          | Atlas Shrugged: Part II (manuskript ag Duke Sandefur, Brian Patrick O'Toole og Duncan Scott, baseret på en roman af Ayn Rand)       |
| Værste manuskript                                          | Battleship (skrevet af Jon Hoeber og Erich Hoeber, baseret på et spil fra Hasbro)                                                   |
| Værste manuskript                                          | A Thousand Words (skrevet af Steve Koren)                                                                                           |
| Værste manuskript                                          | The Twilight Saga: Breaking Dawn – Part 2 (manuskript af Melissa Rosenberg og Stephenie Meyer, baseret på roman af Stephenie Meyer) |
| Værste filmhold                                            | Alle medvirkede i The Twilight Saga: Breaking Dawn – Part 2                                                                         |
| Værste filmhold                                            | Alle medvirkede i ' Battleship |
| Værste filmhold                                            | Alle medvirkede i ' Madea's Witness Protection                                                                                      |
| Værste filmhold                                            | Alle medvirkede i ' The Oogieloves in the Big Balloon Adventure                                                                     |
| Værste filmhold                                            | Alle medvirkede i ' That's My Boy                                                                                                   |